# Mitrov (Uhlířské Janovice)
Mitrov (německy Mitrow) je část města Uhlířské Janovice v okrese Kutná Hora. Nachází se asi tři kilometry jižně od Uhlířských Janovic. Prochází tudy železniční trať Kolín–Ledečko. Mitrov leží v katastrálním území Mitrov u Uhlířských Janovic o rozloze 4,36 km². V katastrálním území Mitrov u Uhlířských Janovic leží i Malejovice a Silvánka.

## Historie
První písemná zmínka o vesnici pochází z roku 1628, ale podle Antonína zavadila už ve 13. století patřila sedleckému klášteru a v roce 1358 byla zmíněna mitrovská tvrz. Později byla vesnice spravována spolu s Malejovicemi, dále byla součástí Žíšova a s ním spadala pod panství křesetické. V 17. století v Mitrově byla panská kovárna, panská krčma a panský dům. Dnes je vesnice součástí města Uhlířské Janovice.

## Osobnosti
- Antonín Vojáček (1819–1900), soudce vrchního zemského soudu v Praze a poslanec Českého zemského sněmu